# 高木佳保里
髙木 佳保里（たかぎ かおり、旧姓：小田、1972年10月10日 - ）は、日本の政治家。日本維新の会所属の参議院議員（2期）。日本維新の会総務会長（第4代）、同ダイバーシティ推進局局長、同国会議員団国会対策委員長代行・参議院国会対策委員長。
元堺市議会議員（2期）。父は和歌山大学元学長の小田章。
参議院議員としての名前（通称）は、高木かおり。

## 来歴
大阪府堺市の泉北ニュータウンに生まれる。堺市立庭代台小学校、堺市立庭代台中学校、大阪府立三国丘高等学校卒業。京都女子大学家政学部卒業後、三菱信託銀行に入行。
2011年、堺市議会議員選挙に自由民主党（自民党）公認で南区選挙区から出馬し、初当選した。
2015年、堺市議に再選。
2016年2月5日、「政治信条の違い」を理由に、自民党に離党届を提出した。
同年5月、かつて自民党大阪府連や竹山修身堺市長に歩調を合わせ、大阪維新の会主導の大阪都構想に反対していた立場を転換。おおさか維新の会が第24回参議院議員通常選挙を見据えて実施していた、浅田均に次ぐ2人目の大阪府選挙区（定数4）の候補者公募に応募。高木の参院選での擁立模索は、馬場伸幸幹事長らによるものであった。
6月4日、参院選におおさか維新の会公認で大阪府選挙区から出馬する意向を表明し、堺市議を辞職した。出馬表明は当選4候補者で最も遅かったものの、大阪維新の会の大阪市議（大阪市城東区選出の市議を除く）と堺市議と堺市南区選出の府議が選挙対策本部として支えた。高木は自民党時代の敵対関係にあった維新からの出馬について、「大阪を変えられるのはおおさか維新の政策だとの思いに至った。批判は覚悟の上で臨む」と述べ、「古い政治はもういらない。新しい政治を動かしていく」、「自民では改革が進まない」と古巣を批判し、教育無償化も繰り返し主張した。
7月10日の投開票の結果、669,719票を獲得し、得票数4位で最下位ながら当選した。
2022年7月10日、第26回参議院議員通常選挙にて、トップで再選。同年9月、日本維新の会ダイバーシティ推進局局長に就任。
2024年12月、党国会議員団国会対策委員長代行・参議院国会対策委員長に就任。
2025年8月、日本維新の会総務会長に就任。同党で女性初の党3役。

## 政策・主張

### 憲法
- 憲法改正について、2022年のNHK、毎日新聞社のアンケートで「賛成」と回答[19][20]。
- 9条改憲について、2022年の毎日新聞社のアンケートで「改正して、自衛隊の存在を明記すべきだ」と回答[20]。9条への自衛隊の明記について、2022年のNHKのアンケートで「賛成」と回答[19]。
- 憲法を改正し緊急事態条項を設けることについて、2022年のNHKのアンケートで「賛成」と回答[19]。

### 外交・安全保障
- 敵基地攻撃能力を持つことについて、2022年のNHKのアンケートで「どちらかと言えば賛成」と回答[19]。
- 普天間基地の辺野古移設について、2022年の毎日新聞社のアンケートで「どちらかと言えば賛成」と回答[20]。
- ロシアは2022年2月24日、ウクライナへの全面的な軍事侵攻を開始した[21]。日本政府が行ったロシアに対する制裁措置についてどう考えるかとの問いに対し、2022年のNHKのアンケートで「さらに強めるべきだ」と回答[19]。同年の毎日新聞社のアンケートで「制裁をより強めるべきだ」と回答[20]。
- 2022年6月7日、政府は経済財政運営の指針「骨太方針」を閣議決定した。NATO加盟国が国防費の目標としている「GDP比2％以上」が例示され、防衛力を5年以内に抜本的に強化する方針が明記された[22]。「防衛費を今後どうしていくべきだと考えるか」との問いに対し、2022年のNHKのアンケートで「大幅に増やすべき」と回答[19]。
- 徴用工訴訟問題や慰安婦問題などをめぐり日韓の対立が続くなか、関係改善についてどう考えるかとの問いに対し、2022年の毎日新聞社のアンケートで「韓国政府がより譲歩すべきだ」と回答[20]。

### ジェンダー
- 選択的夫婦別姓制度の導入について、2022年のNHKのアンケートで「賛成」と回答[19]。
- 同性婚を可能とする法改正について、2022年のNHKのアンケートで「賛成」と回答[19]。
- クオータ制の導入について、2022年のNHKのアンケートで「どちらかと言えば反対」と回答[19]。

### その他
- アベノミクスについて、2022年の毎日新聞社のアンケートで「評価するが、修正すべきだ」と回答[20]。
- 「原子力発電への依存度を今後どうするべきか」との問題提起に対し、2022年のNHKのアンケートで「下げるべき」と回答[19]。
- 国会議員の被選挙権年齢の引き下げについて、2022年の毎日新聞社のアンケートで「賛成」と回答[20]。
- 2016年の米国大統領選挙について「ドナルド・トランプとヒラリー・クリントンのどちらを支持するか」との問いに対し、2016年の毎日新聞社のアンケートで「どちらとも言えない」と回答[23]。
- 2016年2月8日、高市早苗法務大臣は、放送局が政治的公平性を欠く放送を繰り返した場合、放送法4条違反を理由に電波停止を命じる可能性に言及した[24][25]。安倍晋三首相は2月15日の衆議院予算委員会で野党の批判に反論し、高市の発言を擁護した[26]。政府の姿勢をどう思うかとの問いに対し、2016年の毎日新聞社のアンケートで「問題とは思わない」と回答[23]。
- 議員定数や公務員の人員や給与削減により、教育の無償化を行うよう主張している[27]。

## 人物
- 家族は、夫、2人の娘[2][28]。
- 愛犬の名は「チョコ」で、2021年に死去。[28]。幼少期には、鶏や犬、ウサギ、インコ等を自宅で飼育していた[2]。
- 小学生の時、西ドイツに転校経験した経験がある[2]。
- 大学時代、自宅から片道2時間半かけて京都に通学していた[2]。
- キャリアコンサルタント（国家資格）を取得している[2]。
- 声なき声に寄り添うこと、を信念としている[2]。
- 高木は2016年3月まで自民党に所属しており、維新の看板政策「大阪都構想」に反対してきた元政敵であった[10]。そのため、同年7月の参院選に向けての高木の擁立模索に維新内部では反発が根強く、大阪市議の伊藤良夏らが対抗馬として名乗り出るなど不協和音が生じたが、最終的に高木が候補者に選ばれて決着した[10]。
- 高木が参院選で2人目の候補として擁立された背景には、大阪市内を選挙地盤とする浅田均との票の住み分けが可能だという分析に基づくもので、また「美人で話し方もハキハキしている。柔らかい雰囲気もあり、有権者受けしそうだ」といった評判によるものだった[10]。他方、高木が自民党候補の松川るいと同性・同年代であったことから、自民側からは「票が食われる恐れがある。〝松川つぶし〟の候補者ではないか」と懸念の声が上がった[10]。

## 旧統一教会との関係
2022年4月、世界平和統一家庭連合(旧統一教会)の関連団体である世界平和女性連合の記念式典に来賓として参加した。高木はこの件について、「報道にありましたWFWP（世界平和女性連合）との関係性についてでございますが、当事務所ではWFWPを女性支援のための国連NGOとして認識しており、参加したパーティーでも宗教色は一切無かったため、旧統一教会との関連性について認識しておりませんでした」と釈明している。

## 出演

### 映画
- 劇場版 センキョナンデス（2023年2月18日、監督：ダースレイダー、プチ鹿島）

## 選挙歴
| 当落 | 選挙                     | 執行日         | 年齢 | 選挙区       | 政党             | 得票数     | 得票率 | 定数 | 得票順位 /候補者数 | 政党内比例順位 /政党当選者数 |
| ---- | ------------------------ | -------------- | ---- | ------------ | ---------------- | ---------- | ------ | ---- | ------------------ | ---------------------------- |
| 当   | 2011年堺市議会議員選挙   | 2011年4月10日  | 38   | 南区選挙区   | 自由民主党       | 5152票     | ーー   | 10   | 5/15               | /                            |
| 当   | 2015年堺市議会議員選挙   | 2015年4月12日  | 42   | 南区選挙区   | 自由民主党       | 5448票     | ーー   | 9    | 4/14               | /                            |
| 当   | 第24回参議院議員通常選挙 | 2016年07月10日 | 43   | 大阪府選挙区 | おおさか維新の会 | 66万9719票 | 17.95% | 4    | 4/9                | /                            |
| 当   | 第26回参議院議員通常選挙 | 2022年07月10日 | 49   | 大阪府選挙区 | 日本維新の会     | 86万2736票 | 23.09% | 4    | 1/18               | /                            |